# Cratichneumon vinnulus
Cratichneumon vinnulus là một loài tò vò trong họ Ichneumonidae.